# Toot & Puddle
Toot & Puddle é uma série de desenho animado estadunidense-canadense produzida da Mercury Filmworks e National Geographic Kids Entertainment que atualmente é exibida pelo Discovery Kids e estreou no dia 18 de abril na TV Cultura no bloco Quintal da Cultura. Em Portugal, foi exibido pela RTP2 no programa Zig Zag e mais tarde no Canal Panda.
Os desenhos se baseiam na série homônima de livros infantis da escritora Holly Hobbie, na qual são narradas as peripécias de dois amigos porcos em suas viagens ao redor do mundo. A proposta dos produtores seria a de despertar a curiosidade natural das crianças sobre o mundo à sua volta.

## Enredo
Enquanto Toot (Joanne Vannicola) adora viajar, sempre planejando qual será a próxima viagem da dupla, Puddle (Samantha Reynolds) prefere explorar coisas mais próximas, muitas vezes no interior de sua própria casa. Uma terceira personagem, chamada Opal (Taylor Barber), é a prima caçula de Puddle e, portanto, nem sempre participa das aventuras da dupla protagonista. Tulip, a catatua da dupla, sempre dá palpites nos planos de viagens.

## Personagens
- Toot - Adora viajar pelo mundo e é amigo de Puddle. Usa roupas amarelas.
- Puddle - Gosta de ficar em casa apesar de as vezes viajar com Toot, seu amigo. Usa roupas azuis.
- Opal - Prima de Puddle com quem mora junto deles, apesar de em alguns episódios estranhamente não aparecer.
- Tulip - Uma catatua que mora junto de Toot, Puddle e Opal em sua casa. Assim como Opal ela estranhamente não aparece em alguns episódios.
- Otto - Amigo de Toot e Puddle. Ele é uma tartaruga.
- Doutor Ha Song - Uma médico chinês amigo de Toot e Puddle.
- Lili - Uma rã vermelha amiga de Toot e Puddle.
- Desmond - Um canguru australiano amigo de Toot e Puddle que só aparece episódios mais tarde.

## Elenco
- Toot - Matheus Perissé
- Puddle - Fabrício Villa Verde
- Opal - Pamella Rodrigues
- Tulipe - Angélica Borges
- Otto - Jomeri Pozzoli
- Doutor Ha Song - Anderson Coutinho
- Lili - Fernanda Baronne
- Desmond - Marco Ribeiro
- Mona - Andrea Suhett
- Estúdio: Audio Corp

## Filme
Em 5 de Dezembro de 2006 foi lançado o Filme O Natal de Toot e Puddle.